# Wolf 1061c
Wolf 1061c is een exoplaneet in het sterrenbeeld Slangendrager op 14 lichtjaren van de aarde.
De planeet in het zonnestelsel van de rode dwerg Wolf 1061 is viermaal groter dan de aarde en bevindt zich in de Goldilocks zone, hierdoor is er mogelijk vloeibaar water aanwezig op de planeet. De aardse planeet werd ontdekt door astronomen van de University of New South Wales met behulp van de HARPS spectrograph op de ESO 3.6 m Telescope bij de European Southern Observatory bij La Silla, Chile.